# Saison 2017 de l'équipe cycliste Sport Vlaanderen-Baloise
La saison 2017 de l'équipe cycliste Sport Vlaanderen-Baloise est la vingt-quatrième de cette équipe.

## Préparation de la saison 2017

### Sponsors et financement de l'équipe

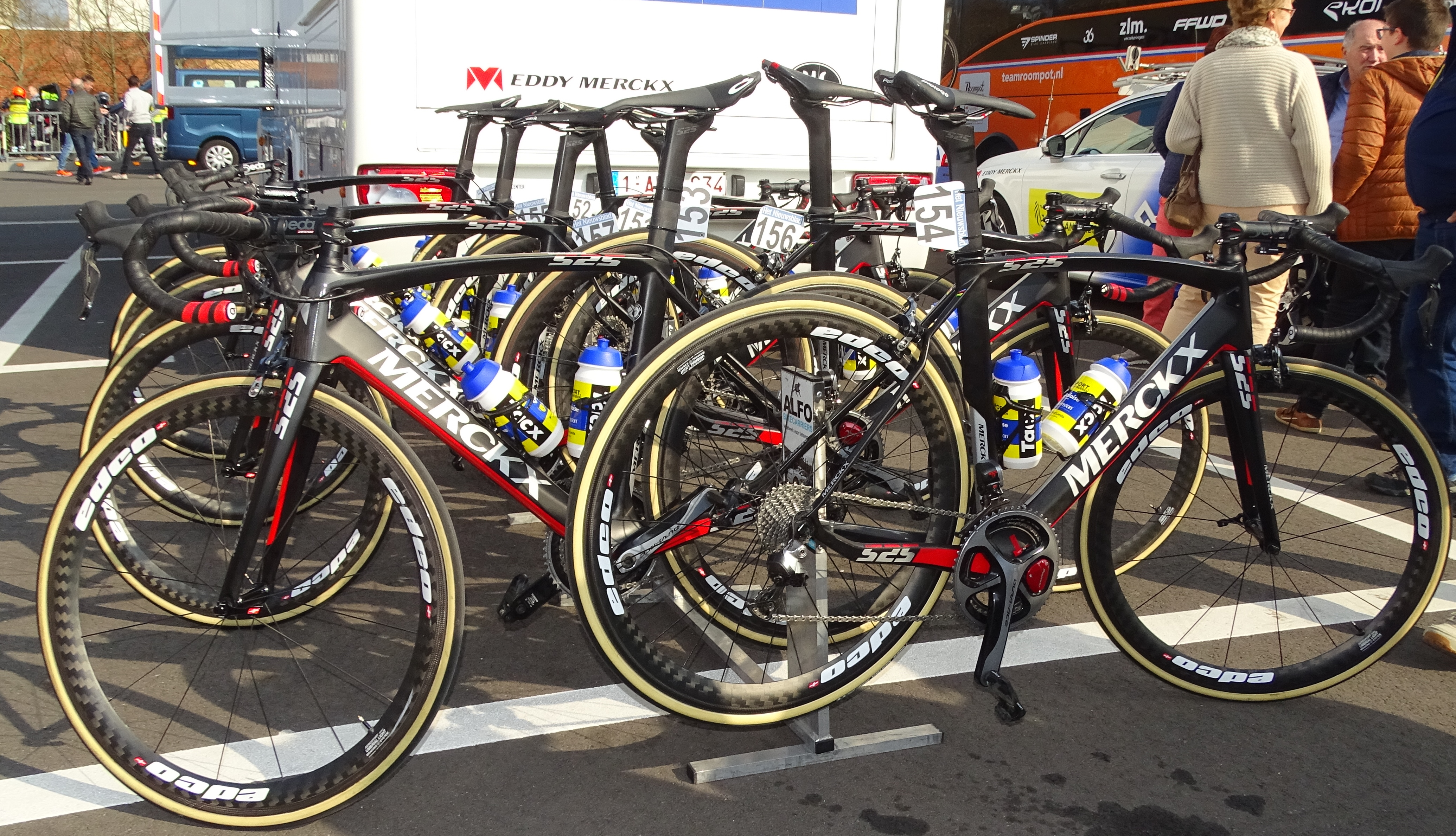
Vélos de l'équipe lors des Trois Jours de La Panne.

### Arrivées et départs
| Arrivées          | Équipe 2016      |
| ----------------- | ---------------- |
| Piet Allegaert    | EFC-Etixx        |
| Lindsay De Vylder | EFC-Etixx        |
| Benjamin Declercq | EFC-Etixx        |
| Kevin Deltombe    | Lotto-Soudal U23 |
| Christophe Noppe  | EFC-Etixx        |
| Edward Planckaert | Lotto-Soudal U23 |

| Départs              | Équipe 2017             |
| -------------------- | ----------------------- |
| Floris De Tier       | Lotto NL-Jumbo          |
| Tim Declercq         | Quick-Step Floors       |
| Sander Helven        | retraite                |
| Gijs Van Hoecke      | Lotto NL-Jumbo          |
| Jef Van Meirhaeghe   | retraite                |
| Pieter Vanspeybrouck | Wanty-Groupe Gobert     |
| Otto Vergaerde       | Verandas Willems-Crelan |

## Coureurs et encadrement technique

### Effectif

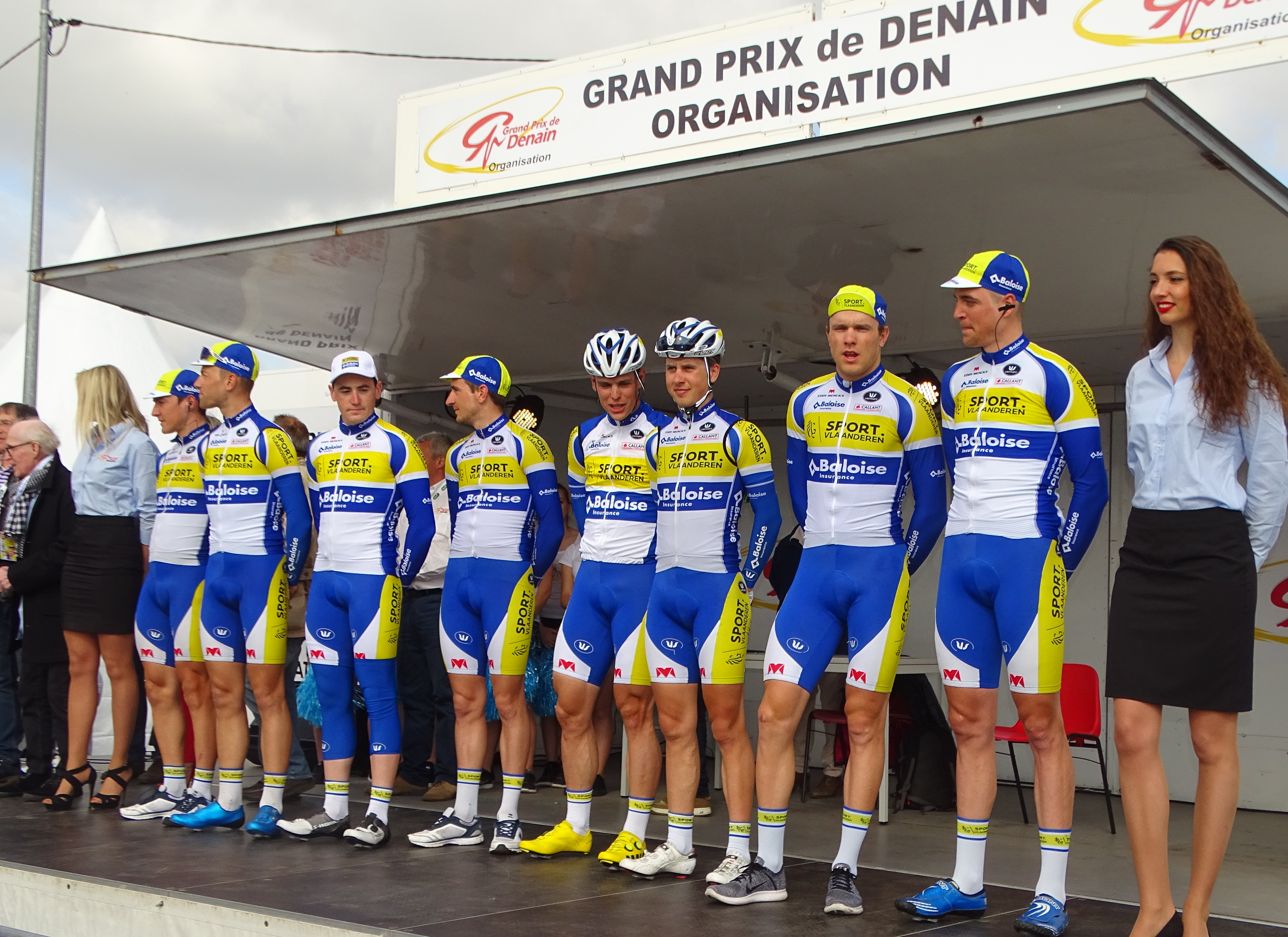
L'équipe Sport Vlaanderen-Baloise lors du Grand Prix de Denain.

| Effectif 2017                              | Effectif 2017     | Effectif 2017 | Effectif 2017                                 |
| Cycliste                                   | Date de naissance | Pays          | Équipe précédente                             |
| ------------------------------------------ | ----------------- | ------------- | --------------------------------------------- |
| Piet Allegaert                             | 20 janvier 1995   | Belgique      | EFC-Etixx (2016)                              |
| Amaury Capiot                              | 25 juin 1993      | Belgique      | Lotto-Belisol U23 (2014)                      |
| Aimé De Gendt                              | 17 juin 1994      | Belgique      | EFC-Etixx (2015)                              |
| Kenny De Ketele                            | 5 juin 1985       | Belgique      | Davitamon-Win For Life-Jong Vlaanderen (2007) |
| Moreno De Pauw                             | 12 août 1991      | Belgique      | Rock Werchter (2013)                          |
| Lindsay De Vylder                          | 30 mai 1995       | Belgique      | EFC-Etixx (2016)                              |
| Benjamin Declercq                          | 4 février 1994    | Belgique      | EFC-Etixx (2016)                              |
| Kevin Deltombe                             | 27 février 1994   | Belgique      | Lotto-Soudal U23 (2016)                       |
| Maxime Farazijn                            | 2 juin 1994       | Belgique      | EFC-Etixx (2015)                              |
| Eliot Lietaer                              | 15 août 1990      | Belgique      | EFC-Quick Step (2011)                         |
| Christophe Noppe                           | 29 novembre 1994  | Belgique      | EFC-Etixx (2016)                              |
| Edward Planckaert                          | 1 février 1995    | Belgique      | Lotto-Soudal U23 (2016)                       |
| Ruben Pols                                 | 3 novembre 1994   | Belgique      | Lotto-Soudal U23 (2015)                       |
| Jonas Rickaert                             | 7 février 1994    | Belgique      | Ovyta-Eijssen-Acrog (2013)                    |
| Jarl Salomein                              | 27 janvier 1989   | Belgique      | Beveren 2000 (2010)                           |
| Thomas Sprengers                           | 5 février 1990    | Belgique      | Lotto-Belisol U23 (2012)                      |
| Stijn Steels                               | 21 août 1989      | Belgique      | Crelan-Euphony (2013)                         |
| Dries Van Gestel                           | 30 septembre 1994 | Belgique      | Lotto-Soudal U23 (2015)                       |
| Preben Van Hecke                           | 9 juillet 1982    | Belgique      | Predictor-Lotto (2007)                        |
| Bert Van Lerberghe                         | 29 septembre 1992 | Belgique      | EFC-Omega Pharma-Quick Step (2014)            |
| Kenneth Van Rooy                           | 8 octobre 1993    | Belgique      | Lotto-Soudal U23 (2015)                       |
| Jens Wallays                               | 15 septembre 1992 | Belgique      | EFC-Omega Pharma-Quick Step (2014)            |
|                                            |                   |               |                                               |
| Sources : ProCyclingStats Cycling Quotient |                   |               |                                               |

## Bilan de la saison

### Victoires
Sport Vlaanderen-Baloise termine la saison avec trois victoires.
| Date       | Course                       | Pays     | Classe | Vainqueur        |
| ---------- | ---------------------------- | -------- | ------ | ---------------- |
| 24/05/2017 | 1re étape du Tour des Fjords | Belgique | 2.1    | Dries Van Gestel |
| 9/09/2017  | Flèche côtière               | Belgique | 1.2    | Christophe Noppe |
| 11/09/2017 | Grand Prix Marcel Kint       | Belgique | 1.2    | Jonas Rickaert   |

### Résultats sur les courses majeures
Les tableaux suivants représentent les résultats de l'équipe dans les principales courses du calendrier international dans lesquelles l'équipe bénéficie d'une invitation (les cinq classiques majeures et les trois grands tours). Pour chaque épreuve est indiqué le meilleur coureur de l'équipe, son classement ainsi que les accessits glanés par Sport Vlaanderen-Baloise sur les courses de trois semaines.

#### Classiques
| Classique            | Milan-San Remo | Tour des Flandres | Paris-Roubaix | Liège-Bastogne-Liège | Tour de Lombardie |
| -------------------- | -------------- | ----------------- | ------------- | -------------------- | ----------------- |
| Coureur (classement) |                |                   |               |                      |                   |

#### Grands tours
| Grand tour           | Tour d'Italie | Tour de France | Tour d'Espagne |
| -------------------- | ------------- | -------------- | -------------- |
| Coureur (classement) |               |                |                |
| Accessits            |               |                |                |